# إليزابيث بلاكويل
إليزابيث بلاكويل (بالإنجليزية: Elizabeth Blackwell)، طبيبة بريطانية عاشت في الفترة ما بين (3 فبراير 1821- 31 مايو 1910)، كانت أول امرأة تحصل على شهادة طبية في الولايات المتحدة، وأول امرأة في السجل الطبي للمجلس الطبي العام. لعبت بلاكويل دورًا هامًا كمُصلحة اجتماعية وأخلاقية في كل من الولايات المتحدة والمملكة المتحدة، كانت رائدةً في تشجيع النساء على تعلم مجال الطب. لا تزال مُساهماتها يُحتفل بها بميدالية تحمل اسمها والتي تُمنح سنويًا للامرأة التي تُساهم بشكل كبير في النهوض بالنساء بمجال الطب.
كانت بلاكويل في بداياتها غير مهتمة بمهنة الطب، خاصة بعد أن أحضر مُدرسها ثورًا لاستخدامه كأداة تعليمية. ولهذا الأمر، أصبحت بلاكويل مُعلمة من أجل إعالة أسرتها. كان هذا العمل مناسبًا للمرأة في القرن التاسع عشر، لكنها سرعان ما أيقنت أنه ليس بالعمل المناسب لها. بعد مرض إحدى صديقاتها، أثار الطب اهتمامها ولاحظت أنه لو كانت هناك طبيبة تهتم بها لما عانت كثيرًا. وهنا بدأت بلاكويل بالتقدم إلى كليات الطب وقد ظهر عليها فورًا التحيز ضد جنسها والذي سيستمر طوال حياتها المهنية. رُفضت بلاكويل من كل كلية طب كانت قد تقدمت إليها، باستثناء كلية جنيف الطبية، حيث صوت لها الطلاب الذكور كي تُقبل. أصبحت بلاكويل عام 1847 أول امرأة تلتحق بكلية الطب في الولايات المتحدة.
كانت أطروحة بلاكويل الافتتاحية عن حمى التيفوئيد، والتي نُشرت بعد تخرجها بفترة وجيزة في مجلة بوفالو الطبية عام 1849، كانت أول مقالة طبية نشرتها طالبة من الولايات المتحدة، وصفت فيها شعورًا قويًا من التعاطف والحساسية تجاه المعاناة البشرية، بالإضافة لدعوتها القوية للعدالة الاقتصادية والاجتماعية. اعتبر المتجمع الطبي وجهة النظر هذه أنثوية.
أسست بلاكويل أيضًا مستشفى نيويورك للنساء والأطفال مع شقيقتها إميلي عام 1857، بدأت بلاكويل في إلقاء محاضرات للجمهور حول أهمية تعليم الفتيات، ولعبت دورًا هامًا في تنظيم الممرضات خلال فترة الحرب الأهلية الأمريكية.

## نشأتها
وُلدت إليزابيث في الثالث من فبراير عام 1821 في مدينة بريستول في إنجلترا، كان أبوها «صموئيل بلاكويل» يعمل في تصفية السكر، وزوجته هانا (لين) بلاكويل. كان لإليزابيث شقيقتان أكبر سنًا منها «آنا وماريان»، بالإضافة لستة أشقاء أصغر منها سنًا: «صموئيل» (المتزوج من أنطوانيت براون)، هنري (المتزوج من لوستي ستون)، إيميلي (ثالث امرأة في الولايات المتحدة والحاصلة على شهادة طبية)، سارة إيلين (كاتبة)، جون وجورج. كان لديها أيضًا أربع عمات غير متزوجات: باربرا، آن، لوسي وماري اللواتي عاشوا معهم أيضًا.
هاجرت العائلة من إنجلترا إلى نيويورك عام 1832، بعد أن فقد صموئيل بلاكويل مصفاة السكر الأكثر ربحًا إثر حريق التهمها. في نيويورك، أصبح والدها ناشطًا في مجال إلغاء عقوبة الإعدام، لذا كانت أغلب نقاشاتهم وهم حول العشاء تُحيط بقضايا كحقوق المرأة والعبودية وعمل الأطفال. انعكست هذه النقاشات الليبرالية على مواقف هانا وصموئيل وأثرت تجاه تربية الطفل. فعلى سبيل المثال، وبدلًا من ضرب الأطفال عند ارتكابهم عملًا أو سلوكًا سيئًا، كانت العمة بابربرا بلاكويل تسجل تجاوزاتهم في كتاب أسود، فإذا ما تراكمت هذه الأفعال، يُنفى الطفل إلى العلية أثناء العشاء. كان صموئيل بلاكويل ليبراليًا في موقفه بتعليم أولاده، وكان ينتمي لجماعة دينية لها تأثير قوي على التعليم الديني والأكاديمي لأطفاله. أوضح إيمانه وجوب منح كل طفل بمن فيهم بناته فرصةً للتطوير غير المحدود لمواهبهم وهِباتهم. كان هذا المنظور نادرًا في تلك الفترة الزمنية، لأن الاعتقاد السائد لدى معظم الناس حينها بأن المرأة مكانها المنزل أو أن تعمل كمُدرسة. لم يكن لدى بلاكويل مُربية فحسب، بل كانت لديها مُدرسة مختصة باستكمال تطورها الفكري. ونتيجة لذلك كانت معزولة اجتماعيًا عمن حولها باستثناء عائلتها عندما نشأت.
وبعد سنوات قليلة من هجرة العائلة إلى نيويورك، انتقلت العائلة مرة أخرى إلى سينسيناتي في ولاية أوهايو، كانت بلاكويل حينها تبلغ من العمر سبعة عشر عامًا حينما توفي والدها تاركًا وراءه القليل من المال.

### بلوغها المبكر
كان الوضع المالي لعائلة بلاكويل مؤسفًا للغاية، ومع ازدياد الضغوطات المادية والحاجة للمال؛ افتتحت الأخوات آنا وماريان وإليزابيث (أكاديمية سينسيناتي للغة الإنكليزية والفرنسية للشابات) وفّرت من خلالها التعليم لمعظم المواد إن لم يكن جميعها، ودفعت لتأمين المحاضرات والقاعة واللوح. لم تكن أساليب المدرسة التعليمية مبتكرة بشكل مذهل، كانت مجرد مصدر دخل للأخوات بلاكويل. بدأت أعمال بلاكويل بالنمو خلال هذه السنوات، وذلك بسبب الأكاديمية على الأرجح.
حولت بلاكويل وجهتها نحو الأسقفية -ربما بسبب تأثير شقيقتها آنا- لتصبح في شهر ديسمبر من عام 1838 عضوًا نشطًا في كنيسة القديس بولس الأسقفية. بالرغم من ذلك، كان لوصول ويليام هنري تشانينغ عام 1839 تأثير على بلاكويل أيضًا، فغيرت رأيها. قدم تشانينغ الوزير التوحيدي صاحب الشخصية المميزة أفكارًا عن الفلسفة المتعالية لبلاكويل، والتي بدأت بارتياد الكنيسة التوحيدية، ونتيجة لذلك أتى رد فعل عنيف من محافظ مجتمع سينسيناتي، فقدت على إثره أكاديمية بلاكويل العديد من التلاميذ قبل أن يتم التخلي عنها عام 1842، وعندها بدأت بلاكويل بتدريس تلاميذ بشكل خاص.
جدد وصول تشانينغ من اهتمامات بلاكويل على صعيد التعليم والإصلاح، عملت من خلاله على التحسين الذهني الذاتي: دراسة الفن، حضور مختلف المحاضرات، كتابة القصص القصيرة وحضور مختلف الخدمات الدينية لجمع الطوائف (الكويكر، الميلريون واليهود). بدأت بلاكويل في أربعينيات القرن التاسع عشر بالتعبير صراحة عن أفكار تخص حقوق المرأة في كل من مذكراتها ورسائلها، شاركت في حملة هاريسون السياسية عام 1840.
في عام 1844، حصلت بلاكويل بمساعدة من شقيقتها آنا على وظيفة في التدريس براتب ألف دولار في السنة في مدينة هندرسون، كنتاكي. وبالرغم من أنها كانت راضية عن الفصل الذي تُدرسه، وجدت أن السكن يفتقر لأسباب الراحة. أكثر ما أثار سخطها أن هذا كان المواجهة الحقيقية الأولى لها لحقائق العبودية. تقول بلاكويل: «على رغم ما أحسن الناس معاملتي، ما انفك شعوري بالعدالة يُجرح ويُنتهك». عادت بلاكويل إلى سينسيناتي بعد حوالي النصف عام، تحمل إصرارًا على إيجاد طريقة أكثر تحفيزًا لتقضي بها حياتها.

### الجوائز
تكرم مؤسستان بلاكويل كطالبة درست فيها وتخرجت منها:
- كليات ويليام سميث، الاسم الحالي لكلية جنيف، المؤسسة التعليمية التأسيسية لكلية جنيف الطبية.
- جامعة نيويورك (إس يو إن واي) في سيراكوز، والتي استحوذت على كلية الطب بجنيف عام 1950 وأُطلق عليها اسم جامعة نيويورك الطبية عام 1999.

منذ عام 1949، تمنح جمعية المرأة الطبية الأمريكية ميدالية للطبيبات المتميزات.
- تمنح كليات هوبارت ويليام سميث جائزة إليزابيث بلاكويل سنويًا للنساء اللواتي أظهرن خدمة مميزة للبشرية.[19]

- أُدخلت إليزابيث بلاكويل قاعة مشاهير المرأة الوطنية.

- ضمت لوحة «حفلة العشاء» -التي تضم 39 امرأة شهيرة من الأساطير والتاريخ- مكانًا لإليزابيث بلاكويل.

- افتتحت جامعة بريستول معهد إليزابيث بلاكويل للبحوث الصحية عام 2013.

- كرمتها غوغل في الثالث من فبراير 2018 بوضع صورتها على الشعار في ذكرى مولدها 197.

- في مايو 2018 أزيل الستار عن اللوحة التذكارية في الموقع السابق لمشفى نيويورك للنساء والأطفال المحتاجين الذي كانت قد افتتحته مع أختها إيميلي، صمم لهذا الحدث مصممُ المجوهرات جيل بلاتنر مجموعةً مستوحاة من إليزابيث بلاكويل وسماها باسمها.

- أقامت كلية هوبارت ويليام سميث تمثالًا في حرمها الجامعي تكريمًا لبلاكويل.[20][21][22]

## روابط خارجية
- إليزابيث بلاكويل على موقع الموسوعة البريطانية (الإنجليزية)
- إليزابيث بلاكويل على موقع إن إن دي بي (الإنجليزية)

### لقراءة المزيد
- Baker, Rachel (1944). The first woman doctor: the story of Elizabeth Blackwell, M.D. J. Messner, Inc., New York, OCLC 848388
- Mesnard, E.M. (1889). Miss Elizabeth Blackwell and the Women of Medicine. Paris.
- "Changing the Face of Medicine | Dr. Emily Blackwell". Nlm.nih.gov. مؤرشف من الأصل في 2016-04-04. اطلع عليه بتاريخ 2011-06-29.
- Morantz, Regina. "Feminism, Professionalism and Germs: The Thought of Mary Putnam Jacobi and Elizabeth Blackwell," American Quarterly (1982) 34:461-478. in JSTOR
- Morantz-Sanchez, Regina. "Feminist theory and historical practice: Rereading Elizabeth Blackwell," History & Theory (1992) 31#4 pp 51–69 in JSTOR
- Wilson, Dorothy Clarke (1970). Lone woman: the story of Elizabeth Blackwell, the first woman doctor. Little Brown, Boston, OCLC 56257